# Datenübertragung
Die Datenübertragung (englisch data transmission), auch Datentransfer oder Informationsübertragung, ist in der Informationstechnologie der Austausch von digitalen Daten zwischen zwei oder mehreren räumlich voneinander entfernten Absendern und Empfängern über Leitungen oder Funkverbindungen.

## Allgemeines
Funktional handelt es sich um den Transport von Daten von einem Datenspeicher zu einem (beliebig weit entfernten) anderen Datenspeicher. Die Transportwege können Leitungsnetze (Kabel: Koaxialkabel, Kupferkabel, Lichtwellenleiter) oder Funknetze sein. Im weiteren Sinne erfasst der Begriff sowohl die analoge als auch die digitale Datenübertragung. Im engeren Sinne wird Datenübertragung auf den Abschnitt zwischen den Schnittstellen einer mit Datenübertragungseinrichtungen abgeschlossenen Datenverbindung bezogen.
Speziell auf der technischen Ebene – und hier insbesondere in der Kommunikationstechnik und (als deren Teilgebiet) der Nachrichtentechnik – wird dazu vom Sender eine physikalische Größe (bspw. elektrische Spannung oder die Frequenz von elektromagnetischen Wellen) zeitlich variiert und dies dann vom Empfänger gemessen.

### Datenübertragungssystem

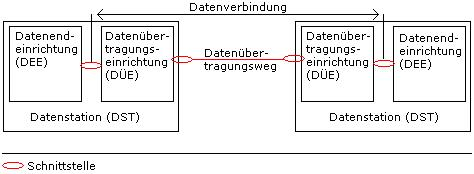
Datenübertragung zwischen zwei Datenstationen

Das grundsätzliche Datenübertragungssystem wird durch (mindestens) zwei Datenstationen (engl. Terminals) gebildet die durch einen Übertragungsweg miteinander verbunden sind. Wie es bereits 1966 in der DIN 44302 beschrieben wurde, hat bis heute Bestand. Die deutschen Begrifflichkeiten sind allerdings im Allgemeinen immer ungebräuchlicher geworden, obwohl sie in der Fachliteratur weiterhin verwendet werden.

#### Bestandteile und Funktion eines Datenübertragungssystems

Schematische Einteilung der Datenstation nach DIN 44302 (1966)

Jede Datenstation besteht nach DIN 44302 aus
- der Datenendeinrichtung (DEE) (englisch Data Terminal Equipment – DTE) und
- der Datenübertragungseinrichtung (DÜE) (englisch Data Communication Equipment – DCE).

Diese Aufteilung in zwei Geräte, nämlich in Datenendeinrichtung und Datenübertragungseinrichtung, stammt ursprünglich aus der Zeit, als die Kommunikationsnetze noch überwiegend in der Hand von staatlichen Postverwaltungen waren. In der Regel reichte ihr Hoheitsbereich bis zur Schnittstelle (DIN 66020 und DIN 66021) zwischen ihnen, die DÜE war ein eigenes Gerät, das gemietet werden musste. Die DEE arbeitet mit Signalformen und -spannungen, die nicht zur Übertragung auf Fernleitungen geeignet sind. Es ist Aufgabe der DÜE, die Umformung in Signale vorzunehmen, die für eine Übertragung auf Fernleitungen geeignet sind. Die Aufgaben der Schnittstellen ergeben sich aus dem jeweiligen Übertragungsverfahren. Nach der Aufhebung der Telekommunikationsmonopole war diese Aufteilung von DEE und DÜE auf verschiedene Geräte unnötig. Heute sind DEE und DÜE nur noch funktionelle Trennungen, die Funktionen können aber in einem einzigen Gerät vereint sein.
Die Datenendeinrichtung ist ein Gerät, das
- Daten senden (Datenquelle = Ursprung der Daten) und/oder
- Daten empfangen (Datensenke = Bestimmungsort der Daten)

kann. Die DEE verfügt über eine standardisierte Schnittstelle, die mit einer Datenübertragungseinrichtung verbunden werden kann. Eine periphere Datenendeinrichtung wird Datenendgerät oder Terminal genannt.
Typische Datenendeinrichtungen sind Bildschirme, Drucker, Datenkassen, Geldausgabeautomaten usw. Im Regelfall ist bei jedem Datenübertragungssystem mindestens eine der beteiligten Datenendeinrichtungen ein Rechner. Sind mindestens zwei Datenendeinrichtungen Rechner, liegt ein Rechnernetz vor.
Die Datenübertragungseinrichtung (Beispiel: Modem) besteht aus
- dem Signalumsetzer und
- der Anschalteinheit,
- ggf. Fehlerüberwachungseinheit (geräteabhängig),
- ggf. Synchronisiereinheit (geräteabhängig).

Die Aufgabe der DÜE ist die Anpassung der von der Datenendeinrichtung abgegebenen Signale an den Übertragungsweg. Jede dieser Einheiten kann mit einem Sendeteil und einem Empfangsteil ausgestattet sein. Ist zum Verbindungsaufbau eine automatische Wähleinrichtung vorhanden, so ist diese Teil der Datenübertragungseinrichtung.
Der Signalumsetzer (englisch Signal Converter) bringt die von der DEE angelieferten Datensignale in eine für die Übertragung geeignete Form und/oder bringt die von der Übertragungsleitung empfangenen Datensignale in die für die Schnittstelle vorgeschriebene Form. Bei leitungsorientierten Wählnetzen können DÜE auch vermittlungstechnische Aufgaben übernehmen.

## Arten
Die verschiedenen Arten der Datenübertragung hängen davon ab, ob die verwendete Datentechnik, Synchronität, die Kommunikationsform oder die Art des Übertragungskanals gemeint sind.
- Datentechnik:
  - Bei der analogen Übertragung von Informationen werden dem Übertragungskanal analoge Daten kontinuierlich aufgeprägt. Jeder Wert ist dabei in einem festgelegten Intervall zulässig und zu jedem Zeitpunkt relevant. Die technische Unmöglichkeit, den Nachrichtenkanal so gut von der Außenwelt abzuschirmen, dass dieser nicht von ihr beeinflusst wird, sowie die technische Unmöglichkeit, den Kanal exakt zu messen, führen mit der Zeit zum Informationsverlust, der auch nicht durch Verstärker verhindert werden kann. Die analoge Übertragung kann – wie auch die digitale – in leitergebundene Übertragung und Funkübertragung unterteilt werden. Analoge Übertragungssysteme sind die analoge Basisbandübertragung auf Kabeln, die Niederfrequenz-Übertragung und die Trägerfrequenz-Technik.[2] Beispiele der analogen Übertragung sind der Rundfunk über Rundfunkempfangsgeräte für Hörfunk und Fernsehen.
  - Bei der digitalen Informationsübertragung werden dem Übertragungskanal digitale Daten diskret aufgeprägt. Hierbei sind mehrere, nicht direkt aufeinander folgende (disjunkte) Intervalle zulässig, die auch nur in bestimmten disjunkten, nicht direkt aufeinander folgenden Zeitintervallen, relevant sind. Innerhalb der Zeitintervalle darf der Wert des Kanals nur innerhalb eines zulässigen Intervalls variieren. Der Empfänger misst dann einmal in jedem relevanten Zeitintervall die physikalische Größe. Verfahrensbedingt ist es durch ausreichende Abschirmung des Kanals von der Außenwelt, geeignete Wahl der Intervalle und Einsatz fehlerkorrigierender Codes möglich, digitale Daten zu Lasten der Datenübertragungsrate ohne Informationsverlust zu übertragen, zum Beispiel von der Festplatte in den Arbeitsspeicher.

In den Anfängen der Digitalisierung gab es häufig direkte Verbindungen ähnlich der heutigen seriellen Schnittstelle oder der parallelen Schnittstelle mit speziellen Link-Programmen. Später erfolgte die Datenübertragung über Telefonleitungen mit Akustikkoppler oder Modems und einfachen Protokollen wie XMODEM, YMODEM, ZMODEM oder Sealink-Protokoll. Diese wurden später durch bidirektional arbeitende Protokolle wie Hydra oder Janus ergänzt, welche die gleichzeitige Übertragung von Dateien in beide Richtungen ermöglichen. Eine erste Vernetzung erfolgte über Mailboxen.
Datenübertragung ist heute in der Regel netzwerkbasiert. Dabei wird überwiegend das Internetprotokoll verwendet, auch wenn dieses bei Modem-Verbindungen in den Protokollen der niederen Übertragungsschichten (vgl. OSI-Modell) verpackt wird. Geht die Datenübertragung über ein eigenes Netzwerk hinaus, erfolgt die Verbindung mit einem anderen Netzwerk nur zeitweise; verwendet man es hauptsächlich zur Dateiübertragung, so spricht man oft von einer Datenfernübertragung. Während für die analoge Informationsübertragung je nach Informationstyp unterschiedliche Übertragungswege und Datenträger eingesetzt werden, ermöglicht die Digitalisierung eine Vereinheitlichung. Beispiel für die digitale Informationsübertragung ist Digitalradio, digitales Fernsehen und natürlich der Download oder Upload von Daten aus dem oder in das Internet.
- Synchronität:[4]
  - Bei der synchronen Datenübertragung wird die Nachricht als Ganzes übertragen, wobei Sende- und Empfangsgerät zu Beginn der Übertragung mit einer vereinbarten Bitfolge synchronisiert werden. Hierdurch sind höhere Datenübertragungsraten als bei der asynchronen Übertragung möglich.
  - Asynchrone Datenübertragung: Eine Nachricht wird in Datenblöcken übertragen.[5]
- Kommunikationsform:
  - Unidirektional (oder Simplex) ist eine Datenübertragung, die lediglich in eine Richtung (vom Absender zum Empfänger, vom Empfänger zum Absender) möglich ist. Eine E-Mail oder ein Fax sind eine unidirektionale Datenübertragung.
  - Bidirektional bedeutet, dass eine Datenübertragung in beide Richtungen möglich ist. Beispiel ist das Telefonat oder die Videokonferenz.
- Übertragungsleitung:[6]
  - Bei der Basisbandübertragung steht die gesamte Bandbreite des verwendeten Übertragungskanals für die Übertragung eines Signals zur Verfügung.
  - Breitbandübertragung: Hier wird die Bandbreite durch Frequenzmultiplexverfahren in mehrere unabhängige Frequenzbänder unterteilt.

## Datenübertragung im Internet
Bei der Datenübertragung über das Internet zerlegt das Transmission Control Protocol (TCP) eine zu versendende Datei in einzelne kleinere Datenpakete und versendet diese getrennt voneinander über das Internet. Dabei kann ein Datenpaket verschiedene Knotenpunkte im Internet (wie Hostrechner, Server) durchlaufen, weil an jedem Knotenpunkt der optimale Weg für das Paket neu bestimmt wird. Da unterwegs die ursprüngliche Reihenfolge nicht eingehalten werden muss, hat das TCP auch die Aufgabe, die ursprüngliche Reihenfolge beim empfangenden Endgerät wiederherzustellen. Das Internet Protocol (IP) regelt die korrekte Adressierung der Datenpakete, damit die im Internet angeschlossenen Computer eindeutig identifiziert werden können.
Die Geschwindigkeit, mit der die Datenübertragung erfolgt, heißt Datenübertragungsrate. Ihre Maßeinheit ist Bits pro Sekunde (Bit/s, Kbit/s, Mbit/s).

## Datenübermittlung
Datenübermittlung wird als Rechtsbegriff im Datenschutzrecht verwendet. In der DS-GVO findet sich keine Legaldefinition, ebenso wenig wie im BDSG 2017. In Deutschland verstand man hierunter nach § 3 Abs. 4 Nr. 3 BDSG (in der nicht mehr gültigen Fassung von 1990) „das Bekanntgeben gespeicherter oder durch Datenverarbeitung gewonnener personenbezogener Daten an einen Dritten in der Weise, dass die Daten an den Dritten weitergegeben werden oder der Dritte zur Einsicht oder zum Abruf bereitgehaltene Daten einsieht oder abruft“. Die Datenübermittlung fällt heute unter den Oberbegriff der Datenverarbeitung.
Ist der Empfänger außerhalb der Europäischen Union (EU) oder des Europäischen Wirtschaftsraumes (EWR) lokalisiert, gilt es, besondere Schutzmaßnahmen einzuhalten laut Art. 44 ff. DS-GVO, §§ 78 ff BDSG (für deutsche Polizei- und Justizbehörden) und der Verordnung (EU) Nr. 2018/1725 für Institutionen der Europäischen Union.

## Abgrenzung
Der Datenaustausch und elektronischer Datenaustausch ist die Weiterleitung von Daten zwischen Organisationen und Unternehmen, die im Verbund zueinander stehen, in standardisierter Form. Beispielsweise sind im Zahlungsverkehr die Geschäftsbanken über das DTA-Verfahren mit der Bundesbank verbunden. Er ist diskretionär, weil nur zum Verfahren zugelassene Kreditinstitute hieran teilnehmen dürfen; das gilt entsprechend für alle Verbundgruppen.